# Belisario C. Ruiz
Belisario C. Ruiz fue un militar mexicano con idealismo villista que participó en la Revolución mexicana. Nació en la Hacienda de Rubio, Chihuahua. En 1910 se incorporó al movimiento maderista dentro de las filas de Francisco Villa. Formó parte de la escolta de "Dorados", en la que llegó a mandar un escuadrón. Acompañó a Francisco Villa en todas en todas sus campañas militares, incluida la Batalla de Columbus. Al parecer cruzó la frontera e incursionó en el estado de Texas, pero fue rechazado por tropas estadounidenses, por lo que regresó a Chihuahua. Exhortó a los mexicanos que se encontraban en Estados Unidos a regresar a su país para no seguir siendo víctimas de la discriminación yanqui. Belisario C. Ruiz fue de los que jefes que se extraviaron y finalmente se desconoció su paradero.